# De imitatione Christi
De imitatione Christi (Latijn: (Over) de navolging van Christus) is een middeleeuws boek dat is toegeschreven aan Thomas a Kempis en beschrijft hoe een christen zou moeten handelen.

## Achtergrond
In de Nederlanden ontstond de Moderne Devotie, een religieuze beweging die in het leven was geroepen door Geert Grote (1340-1384) uit Deventer, en die streefde naar een oprecht en diep christelijk leven. Uit de beweging groeiden zowel gemeenschappen die geen eeuwige geloften aflegden (Zusters en Broeders des Gemenen Levens) als een nieuwe kloosterorde, de Congregatie van Windesheim.

## Auteur
Alhoewel het auteurschap van de De imitatione Christi lange tijd omstreden was, is dat van Thomas a Kempis nu algemeen aanvaard. De veronderstelling is echter dat Thomas a Kempis enkel het ideeëngoed van een bepaalde mystieke stroming samenvatte. De duidelijkste en vroegste parallellen zijn die met de geschriften en preken van Eckhart die in de afgelopen 200 jaar herontdekt en verzameld werden – in het bijzonder de Reden der Unterweisung en het Buch der göttlichen Tröstung (Boek van de goddelijke troost), die in 1300 ontstonden. Het is denkbaar dat de mystieke geest van Eckharts werken die door een pauselijke bul veroordeeld waren door middel van de Over de navolging van Christus in een kerkvriendelijkere en vormelijk meer morele vorm wijdverbreid konden worden.

## Edities
Er bestaan meer dan 3000 verschillende edities van het werk, waarvan er 1000 in het British Museum bewaard worden. Er zouden 545 Latijnse en ongeveer 900 Franstalige edities bestaan. Het boek behoort tot de meest vertaalde en meest gedrukte boeken ter wereld. Er wordt gezegd dat het boek na de Bijbel het meest gelezen drukwerk ter wereld is.
Oorspronkelijk was het boek geschreven in het Latijn. Er bestaat een handschrift uit 1441. Een handgeschreven vertaling in het Duits uit het jaar 1434 wordt bewaard in Keulen. De eerste Duitstalige druk verscheen in 1486 in Augsburg. Omstreeks 1440 werd een Middelnederlandse vertaling gemaakt. Een handgeschreven Franse vertaling dateert uit 1447 en de eerste drukken werden gepubliceerd in 1488 in Toulouse. Een Engelstalige druk volgde in 1502, een Italiaanse in 1488, een Spaanse in 1536, een Arabische in 1663, een Armeense in 1674 en een Hebreeuwse in 1837. Pierre Corneille schreef in 1651 een poëtische parafrase van het werk.

## Invloed en verspreiding
De Over de navolging van Christus behoort tot de Duits-Nederlandse mystieke school van de 14e en 15e eeuw (zie Moderne Devotie). Het boek werd lang beschouwd als de belangrijkste gids voor de christelijke navolging van Jezus Christus en was wijdverbreid onder katholieken en protestanten. Hendrik Seuse, Johannes Tauler, Nikolaus von Landau, Johannes von Dambach, de franciscaan Marquard von Lindau en andere auteurs van de 14e eeuw waren mogelijke inspiratiebronnen voor Thomas a Kempis. De jezuïeten gaven het boek een plaats in hun Geestelijke Oefeningen. John Wesley en John Newton schreven het werk een invloed toe op hun bekering. Generaal Gordon droeg een kopie van het werk bij zich op het slagveld.

## Inhoud
Het werk is opgedeeld in vier boeken:
- Boek 1: Vermaningen dienstig tot het geestelijk leven (25 hoofdstukken).
- Boek 2: Opwekkingen tot het inwendig leven (12 hoofdstukken).
- Boek 3: Over de inwendige troost (59 hoofdstukken).
- Boek 4: Over het Allerheiligste Sacrament des Altaars (18 hoofdstukken).

## Trivia
- Paus Johannes Paulus I overleed in 1978 terwijl hij De imitatione Christi las.[1][2]

## Uitgaven
- De imitatione Christi libri quatuor, ed. Tiburzio Lupo, 1982. ISBN 8820913658
- Navolging van Christus, vert. Rudolf van Dijk, 2008. ISBN 9025959393
Nederlands-Latijnse editie gebaseerd op het oorspronkelijke handschrift van 1441

## Op internet
- De navolging van Christus
- De navolging van Christus, vert. door W. Kloos

## In Nederlandse vertaling
De Imitatio is talloze keren in het Nederlands vertaald, onder meer door Frans Erens (1907) en Willem Kloos (1908). Enkele moderne vertalingen:
- De navolging van Christus, vert. Gerard Wijdeveld, Antwerpen, De Nederlandsche Boekhandel, 1957, 186 p. (herdrukt tot 2008)
- De navolging van Christus, vert. Bernard Naaijkens, 1973. ISBN 9026302126
- De navolging van Christus, vert. Paul Silverentand, 2007. ISBN 9025363210
- Navolging van Christus, vert. Rudolf van Dijk, 2008. ISBN 9025959393
- De navolging van Christus, vert. Mink de Vries, 2008. ISBN 9061731305 (hertaling in jonge taal)
- De navolging van Christus, vert. Jacques Koekkoek. 2016 ISBN 9043527408
- De imitatie van Christus, vert. Frank de Roo. 2024. ISBN 9789043541312 (met toelichting)